# Nuevo Centro
Nuevo Centro és un centre comercial situat al barri de Campanar de la ciutat de València. Fou inaugurat el 1982, convertint-se en el primer centre comercial del País Valencià. En els seus més de 200.000 m² s'hi pot trobar diverses botigues de marca com ara El Corte Inglés o H&M; supermercats com ara Mercadona o el propi Corte Inglés; restaurants com la Tagliatella o Foster Hollywood; hotel, oficines, agències de viatge, aparcaments i fins i tot una estació de metro.

## Història

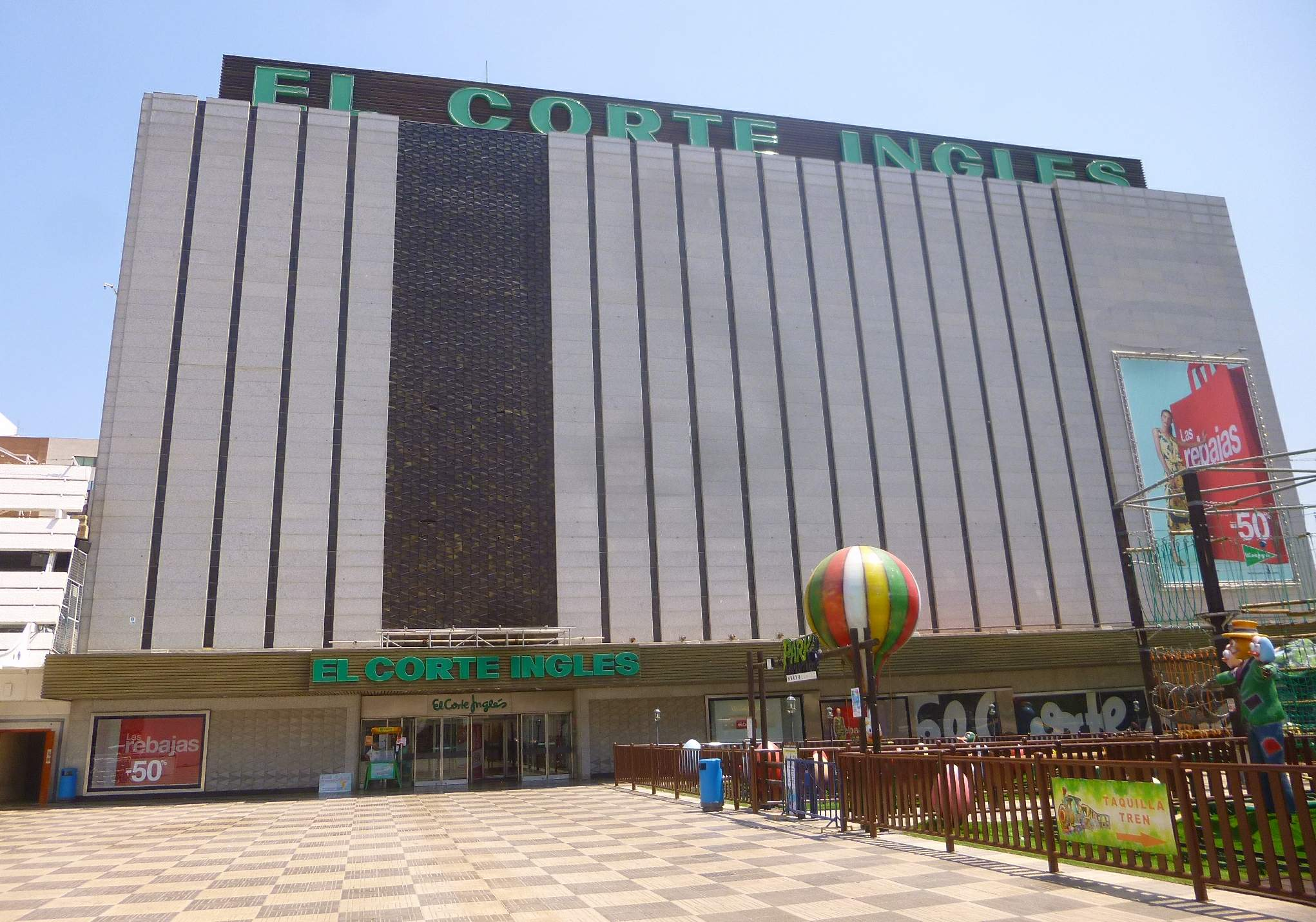
Edifici d'El Corte Inglés a Nuevo Centro

Edificat sobre el solar del Patronat de la Joventut Obrera (PJO), el centre comercial Nuevo Centro fou inaugurat el 18 de novembre de 1982 en presència de l'aleshores alcalde de València, Ricard Pérez Casado. En el seu moment fou el primer centre comercial del País Valencià i el segon d'Espanya, donant-se també el fet que, a diferència de la majoria de centres comercials de l'època, aquest no estava centrat en un hipermercat, sinó en uns grans magatzems. L'obra, en gran part finançada per elements privats valencians, sigué a càrrec de l'empresa PLURFINSA, de la qual era el seu president Juan Lladró. El 8 d'octubre de 1988 s'inaugurà una estació de metro, part del nou tunel que havia d'unir les antigues línies de FEVE del nord (Bétera/Llíria) amb la sud (Villanueva de Castellón), amb accés subterràni directament incorporat dins del centre comercial; aquest és l'únic cas d'estació al País Valencià.
L'any 1996 el centre comercial fou renovat integralment; l'any 2002, pel vint aniversari, es redissenyà el seu popular logotip; pocs anys després, el 2007, i pel seu vint-i-cinqué aniversari, fou reformada la façana per a adequar-la als nous temps. Després de la crisi financera de 2008 i amb el tancament de l'Antic Hospital Universitari de la Fe per a traslladar-lo a Malilla, la rendibilitat dels establiments d'El Corte Inglés als centre comercial va disminuir.
Amb el pas dels anys i l'expansió de la ciutat cap al nord, Nuevo Centro ha trascendit la marca de centre comercial, sent considerat actualment un punt de trobada, una plaça oberta i una icona històrica urbana. Especialment recordada és la "Pirámide Musical", un pavelló de vidre en forma de piràmid lloc de referència dels melòmans valencians. La propietat de tot el complex està dividida entre la Comunidad de Bienes Procomunales de Nuevo Centro i El Corte Inglés.

## Distribució

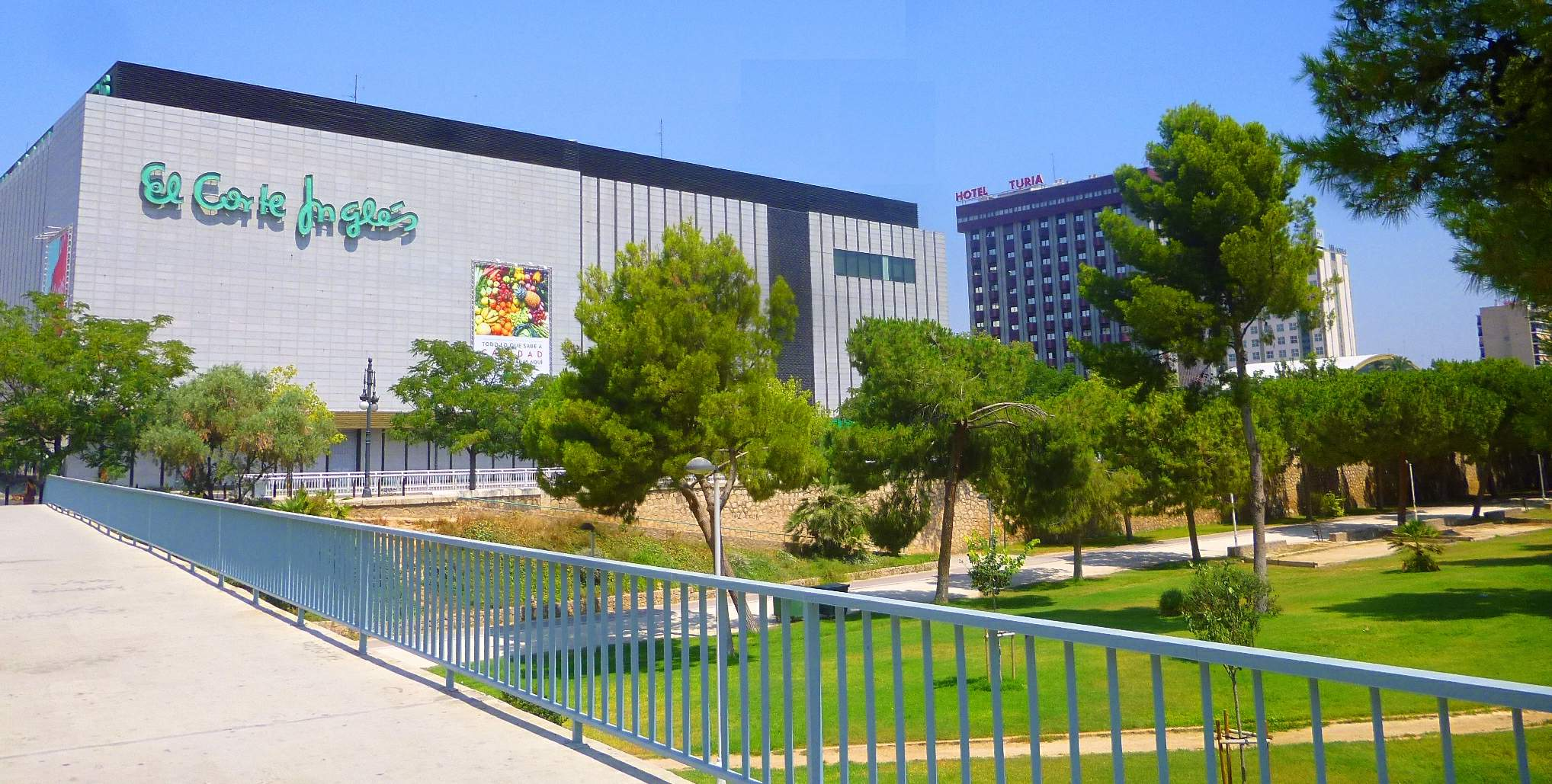
Part del complex vist des del Túria

El Centre Comercial Nuevo Centro està distribuït en una superfície de 206.400 metres quadrats, dels quals 112.800 són comercials i dividits en dos edificis d'El Corte Inglés, un hotel (antic Expohotel, actual Novotel), un edifici d'oficines i el mall o galeria principal. Tota aquesta superfície comercial es tradueix en un nombre de 250 botigues.
Pel que fa al transport, tot i estar situat no molt lluny del centre de València, el centre comercial compta amb un aparcament en superfície amb capacitat per a 2.800 automòbils dividit en tres nivells; una estació de Metrovalència amb accés directe al centre i diverses parades de taxi, de l'Empresa Municipal de Transports de València (EMT) i dels Autobusos Metropolitans de València (Metrobus).